# غاري إينز (لاعب كرة قدم)
غاري إينز (بالإنجليزية: Gary Innes)‏ هو مدرب كرة قدم ولاعب كرة قدم بريطاني، ولد في 7 أكتوبر 1977 في كونست ‏ في المملكة المتحدة. شارك مع منتخب إنجلترا تحت 18 سنة لكرة القدم. أما مع النوادي، فقد لعب مع دارلينجتون إف سى وشيفيلد يونايتد وووترفورد يونايتد.